# Emiliano Saliadarre
Emiliano Daniel Saliadarre (Rosario, 5 maggio 2002) è un calciatore argentino, attaccante del Racing Club.

## Caratteristiche tecniche
È un centravanti.

## Carriera
Saliadarre è cresciuto nel settore giovanile del Racing Club, con cui ha debuttato in prima squadra il 25 aprile 2023 nell'incontro di Primera División perso 3-1 contro l'Atl. Tucumán. Il 5 giugno seguente ha firmato il suo primo contratto professionistico con il club argentino.
Il 18 gennaio 2024 è stato ceduto in prestito all'Independiente Rivadavia, altro club della prima divisione argentina; il 26 giugno, dopo sole 2 presenze (una in Superliga, la prima divisione argentina ed un'altra in Copa de la Liga Profesional, la Coppa di Lega argentina), viene richiamato per essere subito ceduto con la medesima formula al Temperley, club della seconda divisione argentina.

## Statistiche

### Presenze e reti nei club
Statistiche aggiornate al 31 gennaio 2024.
| Stagione        | Squadra                 | Campionato      | Campionato | Campionato | Coppe nazionali | Coppe nazionali | Coppe nazionali | Coppe continentali | Coppe continentali | Coppe continentali | Altre coppe | Altre coppe | Altre coppe | Totale | Totale | Totale |
| Stagione        | Squadra                 | Comp            | Pres       | Reti       | Comp            | Pres            | Reti            | Comp               | Pres               | Reti               | Comp        | Pres        | Reti        | Pres   | Reti   |        |
| --------------- | ----------------------- | --------------- | ---------- | ---------- | --------------- | --------------- | --------------- | ------------------ | ------------------ | ------------------ | ----------- | ----------- | ----------- | ------ | ------ | ------ |
| 2023            | Racing Club             | PD              | 7          | 0          | CA+CdL          | 0               | 0               | CL                 | 1                  | 0                  |             | -           | -           | 8      | 0      |        |
| 2024            | Independiente Rivadavia | PD              | 1          | 0          | CA+CdL          | 0+1             | 0               |                    | -                  | -                  |             | -           | -           | 2      | 0      |        |
| Totale carriera | Totale carriera         | Totale carriera | 8          | 0          |                 | 1               | 0               |                    | 1                  | 0                  |             | -           | -           | 10     | 0      |        |